# Mariano Pavone
Hugo Mariano Pavone, né le 27 mai 1982 à Tres Sargentos en Argentine, est un joueur de football argentin, qui évolue au poste d'attaquant.
Son frère aîné, Gonzalo (en), est également footballeur, mais avec toutefois bien moins de succès.

## Biographie

### En club
Avec le club du Betis Séville, il joue 48 matchs en première division espagnole, inscrivant 10 buts, et 28 matchs en deuxième division espagnole, marquant 6 buts.
Il dispute également 16 matchs en Copa Libertadores, marquant 9 buts, 4 matchs en Copa Sudamericana, inscrivant un but, et enfin 10 matchs en Ligue des champions de la CONCACAF, marquant 5 buts.
Le 4 mai 2013, il inscrit avec l'équipe de Cruz Azul un triplé dans le championnat du Mexique, sur la pelouse du CF Monterrey (victoire 1-5). Le 19 mars 2014, il inscrit de nouveau un triplé avec cette équipe, à l'occasion des quarts de finale de la Ligue des champions de la CONCACAF, contre le club de Kansas City (victoire 5-1).
La victoire de Cruz Azul en Ligue des champions de la CONCACAF lui permet de disputer la Coupe du monde des clubs 2014 organisée au Maroc. Lors de cette compétition, il joue trois matchs, inscrivant un but contre le club australien des Western Sydney Wanderers, lors des prolongations.

### En sélection
Mariano Pavone reçoit sa seule et unique sélection en équipe d'Argentine lors de l'année 2007.

## Palmarès
| Saison | Club        | Titre                                                      |
| ------ | ----------- | ---------------------------------------------------------- |
| 2005   | Estudiantes | Meilleur buteur de la Primera División Argentina (16 buts) |
| 2006   | Estudiantes | Primera División Argentina                                 |
| 2014   | Cruz Azul   | Ligue des champions de la CONCACAF                         |